# Edward Bernard
Edward Bernard (* 2. Mai 1638 in Paulerspury; † 12. Januar 1697 in Oxford) war ein britischer Astronom, Mathematiker, Orientalist und Theologe.

## Leben
Edward Bernard wurde 1638 als älteres von zwei Kindern in Paulerspury nahe Towcester geboren, wo sein Vater vermutlich als Kurat tätig war. Die Taufe fand am 15. Mai 1638 in der örtlichen Kirche statt, wo später auch Bernards Schwester Anne getauft werden sollte. Kurz nach diesem Ereignis im September 1639 zog die Familie nach Northampton, wo Bernard bis zum Tod seines Vaters im Jahr 1844 lebte. Danach wurde der Sechsjährige zu seinem Onkel nach London geschickt. Mit neun Jahren wurde Bernard an der Merchant Taylors’ School aufgenommen, wo er unter anderem Latein und Hebräisch lernte.
Nach seinem Schulabschluss im Jahr 1655 immatrikulierte Bernard am St John’s College (Oxford). Dort studierte er Orientalistik bei Edward Pococke und wurde 1658 zum Fellow des College ernannt. Ein Jahr später schloss er sein Studium als Bachelor of Arts. Bernard nahm zu diesem Zeitpunkt bei dem Rabbiner Isaac Abendana Privatunterricht in Hebräisch und besuchte die mathematischen Vorlesungen von John Wallis. 1662 machte Bernard seinen Abschluss als Master of Arts und erhielt im darauffolgenden Jahr eine Stelle als Lektor für Mathematik.
Mit 29 Jahren wurde Bernard zum Schatzmeister des Colleges und zum Disziplinarbeamten der Universität gewählt. Im Jahr darauf unternahm er zwei Forschungsreisen an die Universität Leiden, um das fünfte, sechste und siebente Buch der Konika des Apollonios von Perge zu transkribieren. Die geplante Neuausgabe mit lateinischer Übersetzung und Kommentar wurde jedoch nie fertiggestellt.
Als Bernard im Jahr 1669 von Joseph Williamson eine Stelle in Tanger angeboten wurde, nahm er an, doch das Projekt scheiterte aus unbekannten Gründen. Im selben Jahr machte Christopher Wren den inzwischen 31-jährigen Bernard zu seinem Vertreter als Savilian Professor of Astronomy. Am 9. April 1673 übernahm Bernard das Amt schließlich ganz und wurde am selben Tag auf Vorschlag von Henry Oldenburg zum Mitglied der Royal Society ernannt.
Nachdem der erwartete Erfolg einiger Publikationen ausblieben war, nahm Bernard im Jahr 1676 das Angebot an, als Hauslehrer der Söhne Karls II. nach Paris zu ziehen. In dieser Zeit schloss er Freundschaft mit bekannten Pariser Persönlichkeiten wie André Dacier und Jean Mabillon. Dass Bernard die Stelle bald wieder aufgab, soll jedoch nicht am Benehmen des damals zehnjährigen Henry und dessen jüngeren Bruder George gelegen haben, sondern laut Humphrey Prideaux vielmehr an deren „unverschämter“ Mutter.
Gegen Ende des Jahres 1677 wurde Bernard die Stelle als Kaplan von Maria Henrietta Stuart angeboten. Bernard rechnete offenbar damit, dass die Wahl auf ihn fallen würde und bot seinen Posten als Savilian Professor of Astronomy noch vor Bekanntgabe der Entscheidung dem aufstrebenden Astronomen John Flamsteed an, der sich schriftlich dafür bedankte. Letztlich erhielt Bernard jedoch eine Absage und blieb weiterhin Savilian Professor of Astronomy.
Im März 1683 unternahm Bernard eine weitere Forschungsreise nach Leiden, auf der unter anderem die Auktion der Bibliothek von Nikolaes Heinsius besuchte. Spätestens zu diesem Zeitpunkt lernte Bernard auch die Altphilologen Johann Georg Graevius und Jakob Gronovius sowie den Diplomaten Nicolaas Witsen kennen.
Nachdem sich Bernard in Leiden erfolglos als Nachfolger von Jacobus Golius beworben hatte, kehrte er nach Oxford zurück und begann, sich an wissenschaftlichen Publikationen zu beteiligen. Unter anderem fertigte er eine Übersicht der antiken Maßeinheiten an, die Edward Pococke in seinem Commentary on the Prophecy of Hosea (1685) veröffentlichte. 1690 publizierte Bernard eine auf der Mischna basierende Edition des Zeraim (siehe auch: Liste der Mischnatraktate). Im Jahr darauf erhielt Bernard jedoch eine Pfarrei in Berkshire, trat als Savilian Professor of Astronomy zurück und nahm auch die Professur für Hebräisch, die ihm nach Pocockes Tod angeboten wurde, nicht an.
1693 heiratete Bernard die 26-jährige Eleanor Howell und widmete sich erneut der Wissenschaft. In dieser Zeit entstand eine Initiative, sämtliche Manuskripte Englands und Irlands in einem Katalog zu erfassen. Diese führte im Jahr 1697 zur Publikation der Catalogi librorum manuscriptorum Angliae et Hiberniae, die auch als „Bernard’s catalogue“ bekannt wurden. Vier Jahre später zeigten sich bei Bernard Symptome von Unterernährung, Tuberkulose und Dysenterie. Er starb am 12. Januar 1697 in Oxford und wurde vier Tage später in der Kapelle des St John’s College beigesetzt. 1704 erschien seine Biographie unter dem Titel Vita clarissimi & doctissimi viri, Edwardi Bernardi.

## Privatbibliothek
Bereits während seines Studiums begann Bernard, der neben Hebräisch auch Arabisch, Syrisch und Koptisch fließend beherrschte, eine eigene Bibliothek anzulegen, die er auch katalogisierte. Ein Katalog aus dem Jahr 1658 zeigt, dass Bernards Privatbibliothek bereits zu dieser Zeit mehrere Hebraica umfasste.
Auch Auslandsaufenthalte wie etwa die Zeit als Hauslehrer von Henry und George FitzRoy nutzte Bernard intensiv für den Erwerb neuer Bücher. Bei seiner Reise nach Leiden im Jahr 1683 besuchte Bernard unter anderem die Auktion der Bibliothek von Nikolaes Heinsius stattfand und kam so in den Besitz einiger wertvoller Bände. Auf dieser Reise erhielt Bernard auch ein handgeschriebenes koptisches Wörterbuch als Geschenk von Nicolaas Witsen, dem damaligen Bürgermeister von Amsterdam.
Trotz seines schlechten Gesundheitszustandes nahm Bernard im Herbst 1696 in Leiden an der Auktion der Bibliothek von Golius teil, wo er unter anderem das arabische Manuskript der Konika des Apollonios von Perge erstand. Insgesamt kaufte Bernard auf der Auktion ungefähr zwei Drittel der angebotenen Bücher, einen Teil davon für den Erzbischof Narcissus Marsh. Als Bernard ein Jahr später verstarb, verkaufte seine Witwe einen Teil der wertvollen Bücher sowie Bernards eigene unveröffentlichte Manuskripte für £340 an die Bodleian Library. Die restlichen Bücher wurden am 25. Oktober 1697 als Bibliotheca Bernardina in einer Auktion versteigert. Der Auktionskatalog umfasste 1462 Einträge.

## Schriften
- De mensuris et ponderibus antiquis libri tres. 2. Aufl. Oxford 1688 (Digitalisat) – die Erstveröffentlichung erfolgte als Anhang zu Edward Pocockes Commentary on the prophecy of Hosea (Oxford 1685); der in der 2. Aufl. enthaltene Brief von Thomas Hyde wurde auch separat veröffentlicht
- Orbis eruditi literaturam à charactere Samaritico hunc in modum savente Deo deduxit Eduardus Bernardus. Oxford 1689 – auch in einer erweiterten Neuauflage von 1759, bearbeitet von Charles Morton, Bibliothekar am British Museum
- Private devotion and a brief explication of the ten commandments. Oxford 1689, 2. Aufl. Oxford 1704, 3. Aufl. Oxford 1707 (Digitalisat)
- Catalogi librorum manuscriptorum Angliae et Hiberniae in unum collecti, cum indice alphabetico. Oxford 1697 – zuvor (1694) angekündigt unter dem Titel Librorum manuscriptorum academiarum Oxoniensis & Cantabrigiensis, & celebrium per Angliam Hiberniamque bibliothecarum catalogus cum indice alphabetico